# Vignevieille

Vignevieille este o comună în departamentul Aude din sudul Franței. În 1 ianuarie 2022 avea o populație de 106 de locuitori.